# Penstemon laxiflorus
Espèce
Penstemon laxiflorus est une espèce nord-américaine de plantes de la famille des Plantaginaceae.

## Répartition
Cette plante est endémique des États-Unis et se rencontre dans les États de l'Alabama, de l'Arkansas, de la Louisiane, du Mississippi, de l'Oklahoma et du Texas.

## Description
Cette espèce est pérenne et peut atteindre 70 cm de hauteur. Les fleurs sont généralement de couleur blanche à rose.[réf. nécessaire]

## Dénomination
Cette plante est connue sous le nom de Loose-flowered Beardtongue en anglais.

## Systématique
Le nom correct complet (avec auteur) de ce taxon est Penstemon laxiflorus Pennel (d).
Penstemon laxiflorus a pour synonymes :
- Penstemon australis subsp. ameles Crosswh.
- Penstemon australis subsp. laxiflorus (Pennell) R.W.Benn.
- Penstemon australis var. ameles Crosswh.